# Vallée d'Antelope
Pour les articles homonymes, voir Antelope.

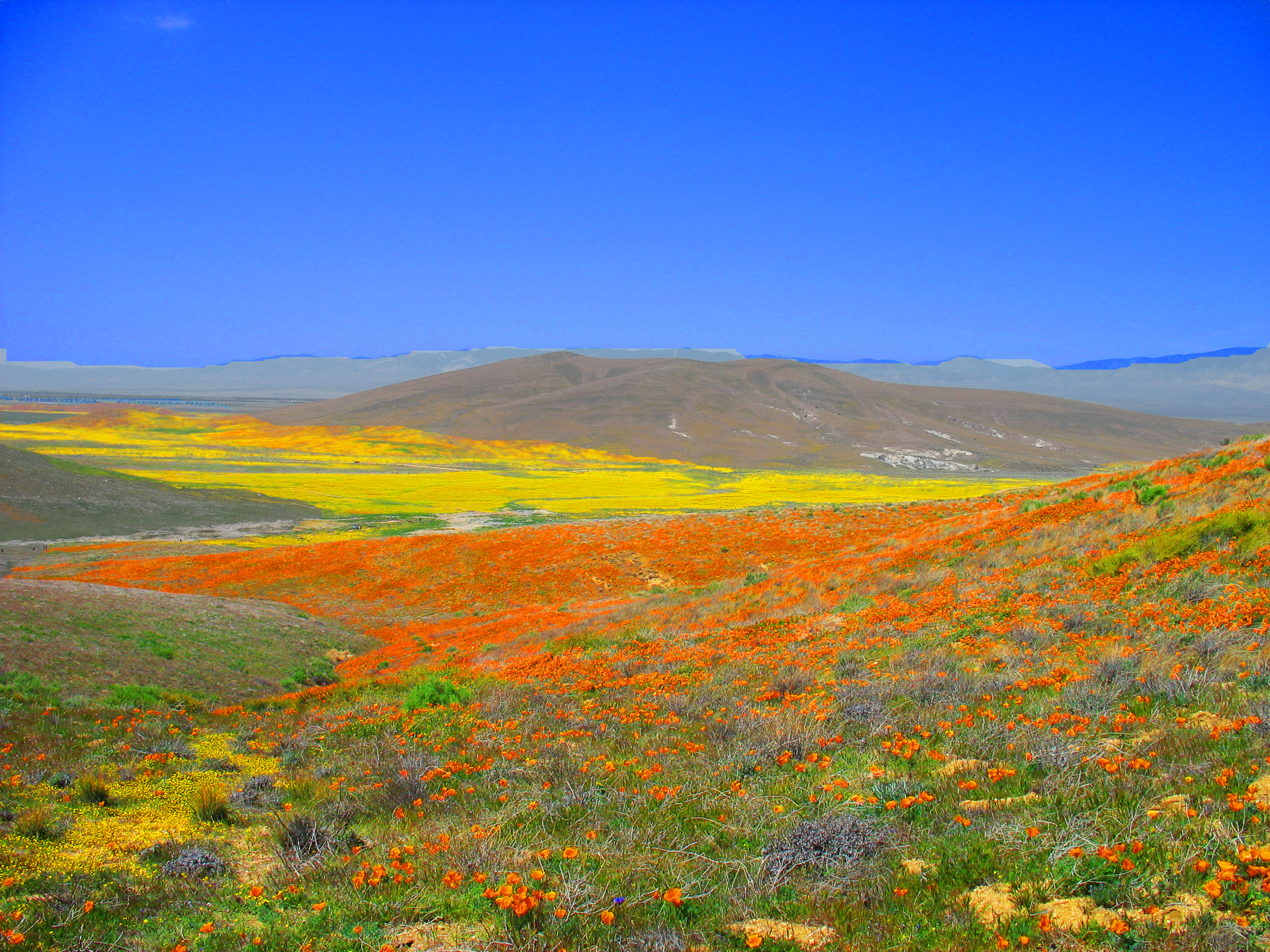
Vallée d'Antelope, pavot de Californie.

La vallée d'Antelope est située dans la partie nord du comté de Los Angeles et la partie sud-est du comté de Kern, dans l'État de Californie, aux États-Unis. Elle s'étend au nord des monts San Gabriel et à l'est de la chaîne des Tehachapis du désert des Mojaves et à l'ouest de la vallée de Victor. On estime sa superficie à 5 700 km2.

## Histoire
La vallée fut pour la première fois visitée par des européens dans les années 1770. On pense que le père franciscain Francisco Garcés a voyagé dans la région ouest de la vallée en 1776. Jedediah Smith la traversa en 1827 et John C. Frémont effectua une observation scientifique de la vallée en 1844.
Après la visite de Fremont, les lignes de diligences passèrent à travers la vallée en suivant les contreforts des montagnes et étaient le moyen de transport préféré avant l'arrivée de la Southern Pacific en 1876. Le service de chemin de fer reliant la vallée à la Vallée Centrale et à Los Angeles fit affluer les colons blancs dans la vallée dont le développement fut dès lors bien plus rapide.
L'industrie aéronautique commença dans la vallée à Plant 42 en 1952. La base Edwards, à l'époque appelée Muroc Army Air Field, fut établie en 1933.
Ces dernières décennies la vallée est devenue une communauté-dortoir pour la région du Grand Los Angeles.

## Économie

### Aérospatiale

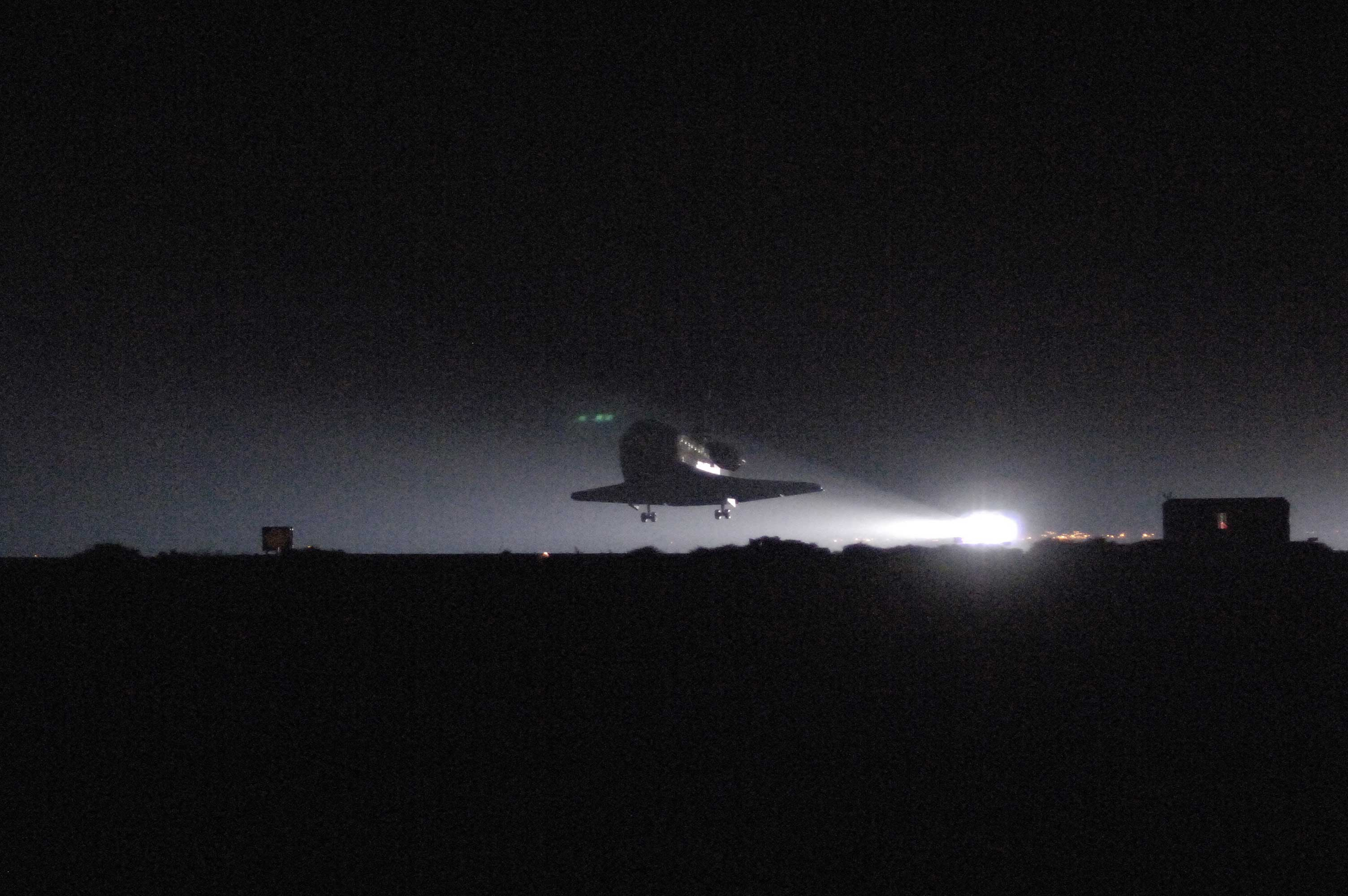
Discovery atterrit dans la Vallée d'Antelope, à la base d'Edwards, le 9 août 2005.

La base d'Edwards se trouve à l'est de Rosamond, à 60 km au nord-est de Palmdale. C'est là qu'est effectuée une partie importante des tests de vols militaires. La base a été le site où le premier avion a dépassé le mur du son, et d'autres évènements importants dans l'histoire de l'aviation. Les navettes spatiales de la NASA atterrissaient au début sur cette base, bâtie sur des lits de lac, offre une vaste aire d'atterrissage, mais la NASA a depuis construit une piste au Kennedy Space Center. La base d'Edwards demeure néanmoins un site secondaire au cas où le temps serait mauvais à Cap Canaveral.
L'US Air Force Plant 42, situé au nord-est de Palmdale, est le siège de Lockheed Martin, Boeing, Northrop Grumman, et BAE Systems, parmi d'autres compagnies liés à l'aérospatiale. Les projets remarquables qui y ont été créés sont, entre autres, la navette spatiale, le Lockheed L-1011 TriStar, le Northrop B-2 Spirit et le Lockheed Martin F-35 Lightning II.
Le Mojave Spaceport est aussi situé dans la région.

### Agriculture
La première industrie de la vallée était l'agriculture. Historiquement connue dans la région pour ses champs de luzerne cultivée et ses cultures de fruits, la vallée accueille maintenant d'autres céréales et légumes. Les principales zones agricoles se trouvent à l'ouest et à l'est de la région centrale de la vallée qui continue à s'urbaniser.

### Industrie
La plus grande mine à ciel ouvert de borax du monde se trouve dans la vallée, près de Boron.